# Чепари (Олт)
Чепари (рум. Cepari) насеље је у Румунији у округу Олт у општини Карлогани. Oпштина се налази на надморској висини од 153 m.

## Становништво
Према подацима из 2002. године у насељу је живело 1004 становника, од којих су сви румунске националности.